# Pseudaletia pyrrhias
Pseudaletia pyrrhias là một loài bướm đêm trong họ Noctuidae.